# Straneoa
Straneoa is een geslacht van kevers uit de familie van de loopkevers (Carabidae). De wetenschappelijke naam van het geslacht is voor het eerst geldig gepubliceerd in 1953 door Basilewsky.

## Soorten
Het geslacht Straneoa omvat de volgende soorten:
- Straneoa collatata (Karsch, 1881)
- Straneoa seligmani Kavanaugh, 2005